# Eccellenza Basilicata 2011-2012
Il campionato italiano di calcio di Eccellenza regionale 2011-2012 è stato il ventunesimo organizzato in Italia. Rappresenta il sesto livello del calcio italiano.

## Stagione

### Novità
Dal campionato di Eccellenza Basilicata 2010-2011 era stato promosso in Serie D l'Angelo Cristofaro, mentre il Ferrandina e il Miglionico erano stati retrocessi nel campionato di Promozione Basilicata. Dal campionato di Promozione Basilicata 2010-2011 erano stati promossi in Eccellenza l'Atletico Scanzano, primo classificato, e l'Atletico Potenza, secondo classificato. Dalla Serie D 2010-2011 era stato retrocesso in Eccellenza il Pisticci.
L'"A.S.D. Atletico Scanzano" ha cambiato denominazione in "A.S.D. Real Metapontino" e sede da Scanzano Jonico a Montalbano Jonico.
Sono 13 le squadre della provincia di Potenza, 3 quelle della Provincia di Matera.

### Formula
Le 16 squadre partecipanti disputano un girone all'italiana con partite di andata e ritorno per un totale di 30 giornate. La prima classificata viene promossa in Serie D. Le squadre classificate dal secondo al quinto posto sono ammesse ai play-off per decretare quale squadra partecipa agli spareggi nazionali per la promozione in Serie D. Le ultime tre classificate vengono retrocesse direttamente nel campionato di Promozione.

## Squadre partecipanti
| Squadra                          | Città (provincia)       | Stagione 2010-2011           |
| -------------------------------- | ----------------------- | ---------------------------- |
| A.S.D. Atella Monticchio Vulture | Atella (PZ)             | 2º in Eccellenza Basilicata  |
| A.S.D. Atletico Potenza          | Potenza                 | 2º in Promozione Basilicata  |
| Avigliano Calcio PZ              | Avigliano (PZ)          | 11º in Eccellenza Basilicata |
| A.S.D. Pol. AZ Picerno           | Picerno (PZ)            | 10º in Eccellenza Basilicata |
| A.S.D. Comprensorio Tanagro      | Muro Lucano (PZ)        | 3º in Eccellenza Basilicata  |
| A.S.D. GR Valdiano               | Lagonegro (PZ)          | 4º in Eccellenza Basilicata  |
| Pol. Moliterno                   | Moliterno (PZ)          | 13º in Eccellenza Basilicata |
| F.C. Murese Aurora 2000          | Muro Lucano (PZ)        | 7º in Eccellenza Basilicata  |
| S.C. Pietragalla                 | Pietragalla (PZ)        | 5º in Eccellenza Basilicata  |
| C.S. Pisticci                    | Pisticci (MT)           | 15º in Serie D/H             |
| A.S.D. Policoro Heraclea         | Policoro (MT)           | 8º in Eccellenza Basilicata  |
| Potenza S.C.                     | Potenza                 | 9º in Eccellenza Basilicata  |
| A.S.D. Real Tolve                | Tolve (PZ)              | 12º in Eccellenza Basilicata |
| A.S.D. Real Metapontino          | Montalbano Jonico (MT)  | 1º in Promozione Basilicata  |
| Pol. Viggiano                    | Viggiano (PZ)           | 6º in Eccellenza Basilicata  |
| C.S. Vultur 1921                 | Rionero in Vulture (PZ) | 14º in Eccellenza Basilicata |

## Classifica finale
Fonte: sito FIGC LND Comitato Regionale Basilicata.
|  | Pos. | Squadra                   | Pt | G  | V  | N  | P  | GF | GS | DR  |
|  | ---- | ------------------------- | -- | -- | -- | -- | -- | -- | -- | --- |
|  | 1.   | Atletico Potenza          | 63 | 28 | 19 | 6  | 3  | 67 | 30 | +37 |
|  | 2.   | Real Metapontino          | 62 | 28 | 18 | 8  | 2  | 52 | 13 | +39 |
|  | 3.   | Viggiano                  | 60 | 28 | 18 | 6  | 4  | 44 | 24 | +20 |
|  | 4.   | Policoro Heraclea         | 51 | 28 | 14 | 9  | 5  | 46 | 21 | +25 |
|  | 5.   | GR Valdiano               | 50 | 28 | 14 | 8  | 6  | 42 | 23 | +19 |
|  | 6.   | Atella Monticchio Vulture | 45 | 28 | 13 | 6  | 9  | 46 | 28 | +18 |
|  | 7.   | Murese Aurora 2000        | 41 | 28 | 11 | 8  | 9  | 44 | 37 | +7  |
|  | 8.   | Pisticci                  | 32 | 28 | 7  | 11 | 10 | 32 | 30 | +2  |
|  | 9.   | AZ Picerno                | 30 | 28 | 6  | 12 | 10 | 32 | 30 | +2  |
|  | 10.  | Vultur Rionero            | 29 | 28 | 8  | 5  | 15 | 22 | 49 | -27 |
|  | 11.  | Pietragalla               | 28 | 28 | 5  | 13 | 10 | 25 | 33 | -8  |
|  | 12.  | Moliterno                 | 27 | 28 | 5  | 12 | 11 | 26 | 32 | -6  |
|  | 13.  | Real Tolve                | 26 | 28 | 5  | 11 | 12 | 27 | 43 | -16 |
|  | 14.  | Avigliano Calcio PZ       | 7  | 28 | 1  | 4  | 23 | 14 | 90 | -76 |
|  | 15.  | Comprensorio Tanagro      | –  | –  | –  | –  | –  | –  | –  | –   |
|  | 16.  | Potenza                   | –  | –  | –  | –  | –  | –  | –  | –   |

Legenda:
      Promossa in Serie D 2012-2013
      Ammessa ai play-off nazionali
 Ammessa ai play-off
      Retrocessa in Promozione 2012-2013
Note:
Tre punti a vittoria, uno a pareggio, zero a sconfitta.
Il Potenza S.C. si è ritirato dal torneo dopo la prima giornata, nella quale non era sceso in campo.
Il Comprensorio Tanagro si è ritirato dal torneo dopo la ventesima giornata.
Il Pisticci non si è successivamente iscritto in Eccellenza Basilicata 2012-2013.

## Risultati

### Tabellone
|                      | Ate  | Atl  | Avi  | AZP  | CSP  | Com  | GRV  | Mol  | Mur  | Pie  | Pol  | RMe  | RTo  | Vig  | Vul  |
| -------------------- | ---- | ---- | ---- | ---- | ---- | ---- | ---- | ---- | ---- | ---- | ---- | ---- | ---- | ---- | ---- |
| Atella Monticchio V. | –––– | 1-1  | 6-0  | 1-0  | 3-2  | 0-2  | 3-0  | 0-1  | 2-0  | 1-2  | 1-1  | 0-1  | 3-1  | 4-0  | 2-0  |
| Atletico Potenza     | 3-1  | –––– | 4-0  | 1-1  | 2-0  | 3-0  | 1-1  | 2-0  | 3-2  | 1-0  | 3-2  | 2-2  | 4-1  | 4-3  | 2-1  |
| Avigliano Calcio     | 2-4  | 2-7  | –––– | 1-1  | 1-2  | 3-0  | 1-1  | 1-1  | 0-3  | 1-2  | 0-4  | 0-5  | 1-1  | 0-3  | 0-2  |
| AZ Picerno           | 0-2  | 3-0  | 4-0  | –––– | 0-0  | 3-1  | 0-3  | 0-0  | 1-2  | 0-0  | 1-2  | 0-0  | 0-3  | 1-2  | 5-0  |
| C.S. Pisticci        | 0-0  | 3-3  | 5-0  | 0-3  | –––– | 2-0  | 0-0  | 3-0  | 2-2  | 3-3  | 2-0  | 0-1  | 1-2  | 0-2  | 2-0  |
| Comprensorio Tanagro | 0-3  | 1-2  | 3-0  | 0-3  | 1-1  | –––– | 0-1  | 0-3  | 0-3  | 0-0  | 0-3  | 1-2  | 0-2  | 1-1  | 1-1  |
| GR Valdiano          | 3-2  | 1-2  | 2-0  | 2-2  | 2-2  | 3-0  | –––– | 2-2  | 4-0  | 1-0  | 2-1  | 1-0  | 0-1  | 3-1  | 1-0  |
| Moliterno            | 0-0  | 1-2  | 5-0  | 0-0  | 1-0  | 2-0  | 0-3  | –––– | 2-2  | 2-2  | 0-1  | 0-0  | 0-0  | 0-1  | 0-1  |
| Murese Aurora 2000   | 2-1  | 0-4  | 5-0  | 0-0  | 0-0  | 2-1  | 0-0  | 1-0  | –––– | 2-1  | 2-2  | 0-2  | 4-1  | 0-1  | 3-1  |
| Pietragalla          | 1-1  | 0-3  | 3-0  | 1-0  | 1-0  | 1-1  | 0-2  | 1-1  | 1-1  | –––– | 0-0  | 0-0  | 1-1  | 0-1  | 2-3  |
| Policoro Heraclea    | 0-1  | 0-0  | 4-0  | 3-0  | 0-0  | 1-0  | 1-0  | 0-0  | 3-2  | 1-0  | –––– | 1-1  | 2-0  | 2-0  | 6-0  |
| Real Metapontino     | 3-0  | 3-1  | 6-0  | 2-0  | 2-0  | 3-0  | 1-0  | 3-1  | 2-0  | 3-0  | 2-2  | –––– | 1-0  | 0-1  | 3-0  |
| Real Tolve           | 1-3  | 0-3  | 2-1  | 2-2  | 0-3  | 0-1  | 1-1  | 2-2  | 1-1  | 2-2  | 1-2  | 0-0  | –––– | 0-2  | 1-1  |
| Viggiano             | 1-1  | 1-0  | 3-0  | 1-1  | 0-0  | 3-0  | 2-0  | 3-2  | 2-1  | 1-0  | 2-2  | 1-1  | 2-1  | –––– | 1-0  |
| Vultur               | 1-0  | 0-4  | 2-0  | 1-1  | 1-0  | 1-2  | 0-3  | 2-0  | 0-4  | 1-1  | 1-0  | 2-3  | 0-0  | 0-3  | –––– |

## Spareggi

### Play-off

#### Semifinale
|          | Risultati |                   | Luogo e data             |
| -------- | --------- | ----------------- | ------------------------ |
| Viggiano | 3 - 0     | Policoro Heraclea | Viggiano, 13 maggio 2012 |
|          |           |                   |                          |

#### Finale
|                  | Risultati   |          | Luogo e data                      |
| ---------------- | ----------- | -------- | --------------------------------- |
| Real Metapontino | 0 - 0 (dts) | Viggiano | Montalbano Jonico, 20 maggio 2012 |
|                  |             |          |                                   |